# Schlüsselfelder von Kirchensittenbach
La famiglia Schlüsselfelder von Kirchensittenbach fu una famiglia nobile del patriziato di Norimberga, nel cui consiglio cittadino sedette dal 1536 al 1706.

## Storia
La famiglia Schlüsselfelder era probabilmente originaria del borgo di Schlüsselfelder, ma altro non si conosce sulle sue origini. I primi rappresentanti della famiglia si trovano a Norimberga dal 1382 quando Apel Schlüsselfelder prima e poi nel 1396 Ulrich Schlüsselfelder vengono ricordati in una serie di documenti. Verso la metà del XV secolo, la famiglia doveva già apparire piuttosto ricca grazie al commercio di lana e stoffa, oltre all'attività mineraria presso Eisfeld e Schwaz. Già nel 1581, la famiglia Schlüsselfelder acquisì la Nassauer Haus che divenne il loro quartier generale a Norimberga. Nel 1612 acquisirono il castello di Kirchensittenbach dalla famiglia Tetzelsche, motivo per cui aggiunsero il predicato nobiliare al loro cognome.
La famiglia si estinse nel 1709 con la morte di Johann Carl Schlüsselfelder von Kirchensittenbach che morì senza eredi. Nel suo testamento, egli nominò suo erede suo cognato della famiglia Kreß von Kressenstein e Welser von Neunhof.

## Membri notabili
- Wilhelm Schlüsselfelder (? -?), imprenditore minerario di Norimberga. Commissionò la nave degli Schlüsselfelder (probabilmente ad Albrecht Dürer il Vecchio, uno dei capolavori dell'arte orafa tedesca del XVI secolo.
- Anton Schlüsselfelder (? –1493), consigliere di Norimberga e commerciante.
- Wilhelm Schlüsselfelder (1483-1549), consigliere di Norimberga, fu il supervisore nella costruzione dei bastioni del castello progettati da Antonio Fazuni e costruiti tra il 1538 e il 1545.
- Willibald Schlüsselfelder (1525–1589), gestore delle tasse di Norimberga
- Hans Adam Schlüsselfelder von Kirchensittenbach (1597-1673), consigliere di Norimberga.
- Hieronymus Wilhelm Schlüsselfelder von Kirchensittenbach (1616–1672), consigliere di Norimberga
- Johann Carl Schlüsselfelder von Kirchensittenbach (1653–1709), consigliere imperiale sotto l'imperatore Leopoldo I del Sacro Romano Impero, ultimo rappresentante della famiglia.